# Dan Gargan
Daniel 'Dan' Gargan (Philadelphia, 14 december 1982) is een Amerikaans voormalig voetballer die bij voorkeur als rechtsback speelde. 

## Clubcarrière
Gargan werd als drieënveertigste gekozen door Colorado Rapids in de MLS Supplemental Draft 2005. Hij speelde in zijn eerste seizoen in slechts twaalf wedstrijden maar in zijn tweede seizoen speelde hij in tweeëntwintig competitiewedstrijden waarvan vijftien in de basis. Begin 2008 verliet Gargan de club. Op 25 april 2008 tekende hij bij Chivas USA. Op 9 mei 2008, zonder ook maar een wedstrijd te spelen voor Chivas, liet hij echter weten te stoppen met professioneel voetbal wegens persoonlijke redenen. In 2009 keerde hij terug in het voetbal toen hij tekende bij de Puerto Rico Islanders. 
Daarna ging hij op stage bij Toronto FC uit de Major League Soccer. Hij tekende daar op 26 maart 2010 een contract. Op 10 april maakte hij tegen New England Revolution zijn debuut voor Toronto. Zijn eerste MLS doelpunt maakte hij in een 1-1 gelijkspel tegen Houston Dynamo op 1 juli. Gargan speelde in zijn eerste seizoen bij Toronto FC in zevenentwintig competitiewedstrijden waarvan vijfentwintig in de basis. In zijn tweede seizoen speelde hij in zestien competitiewedstrijden waarvan twaalf in de basis. 
Op 28 juli 2011 werd hij naar Chicago Fire gestuurd inruil voor een keuze in de tweede ronde van de MLS SuperDraft 2012 en verdediger Dasan Robinson. Op 13 augustus 2011 maakte hij tegen New York Red Bulls zijn debuut voor Chicago Fire. In twee seizoenen bij Chicago speelde hij in eenendertig competitiewedstrijden waarvan achtentwintig in de basis. Op 14 december 2012 werd hij als negende gekozen in de 2012 MLS Re-Entry Draft door San Jose Earthquakes. Bij San Jose had hij minimale rol. Hij speelde zes wedstrijden in de basis en daarnaast nog eens twee als invaller en vertrok aan het einde van het seizoen. Op 7 maart 2014 tekende hij bij Los Angeles Galaxy. Daar maakte hij op 22 maart 2014 tegen Real Salt Lake zijn debuut. Hij viel in de drieëndertigste minuut in voor de geblesseerde James Riley. Hij besloot eind 2015 zijn loopbaan.